# Ptychoglossus kugleri
Ptychoglossus kugleri är en ödleart som beskrevs av  Roux 1927. Ptychoglossus kugleri ingår i släktet Ptychoglossus och familjen Gymnophthalmidae. Inga underarter finns listade i Catalogue of Life.